# Mitsuaki Kojima
Mitsuaki Kojima (小島 光顕 Kojima Mitsuaki?), född 14 juli 1968 i Nagasaki prefektur, är en japansk före detta fotbollsspelare.
Kojima började sin karriär 1991 i Fujitsu. Efter Fujitsu spelade han för Sanfrecce Hiroshima och Avispa Fukuoka. Han avslutade karriären 2002.